# VESA ローカルバス
VESA ローカルバスは、VLバスとも呼ばれ、当時乱立していたグラフィックアクセラレータ接続用ローカルバスを統一すべく、パソコン向けグラフィックス機器メーカーの業界団体VESAによって1992年8月に策定されたローカルバス規格である。

## 概要
ISAコネクタの先にMCAコネクタを設置し、そこにi486のメモリバスを直結する構造で、ISA部分が通常のI/O（ポートマップドI/O）と割り込みを、MCAコネクタ部分がメモリマップドI/OとDMAを担当する。
VGAカード、SCSIカード、マルチI/Oカード等が商品化されていた。
VLバスは、ISAの後継たる汎用高速バス出現までのつなぎとして設計されたもので、i486に強く依存した構造であるため以下の制限を持っており、PCIバス登場後はその普及と共に姿を消していった。

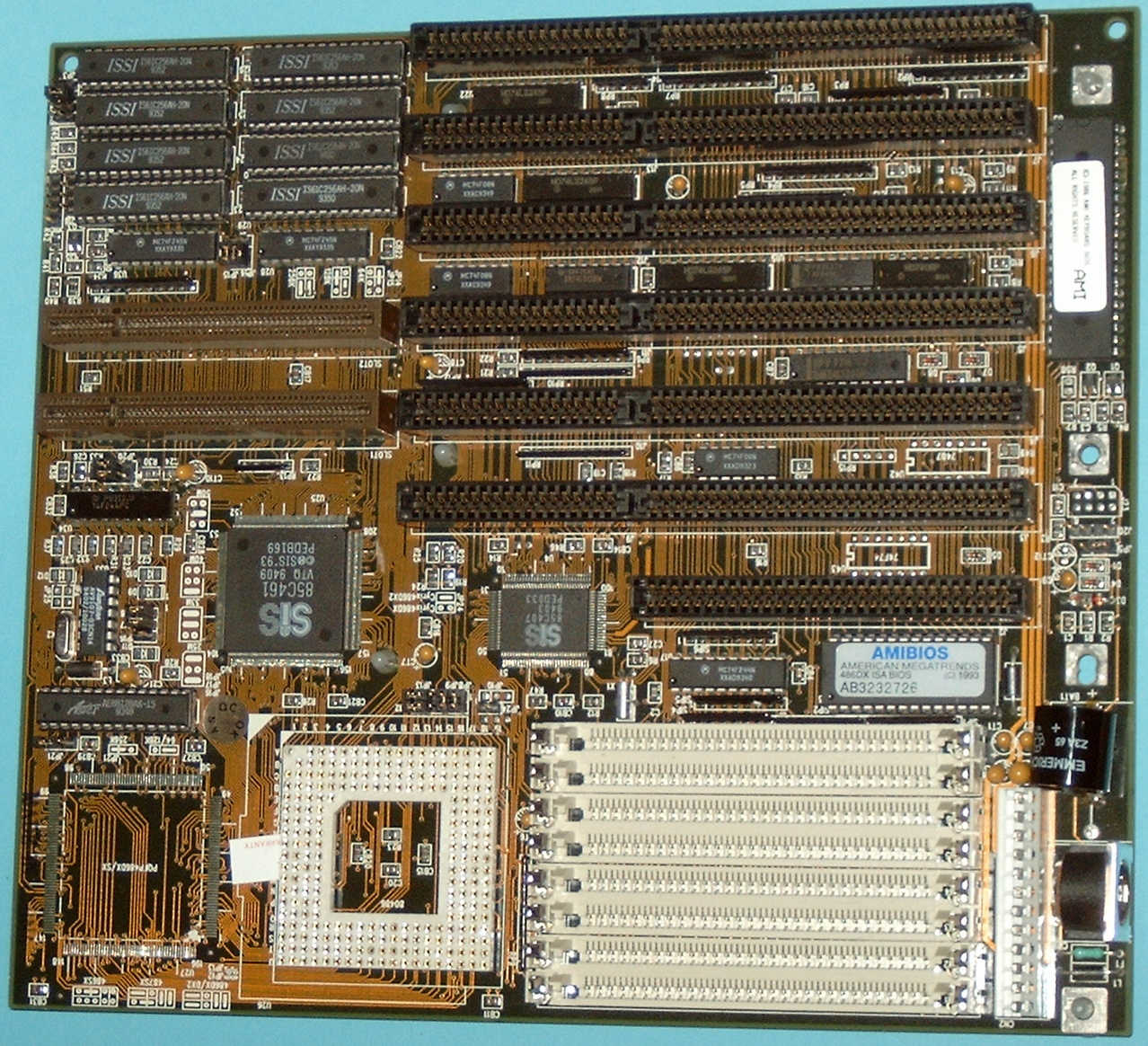
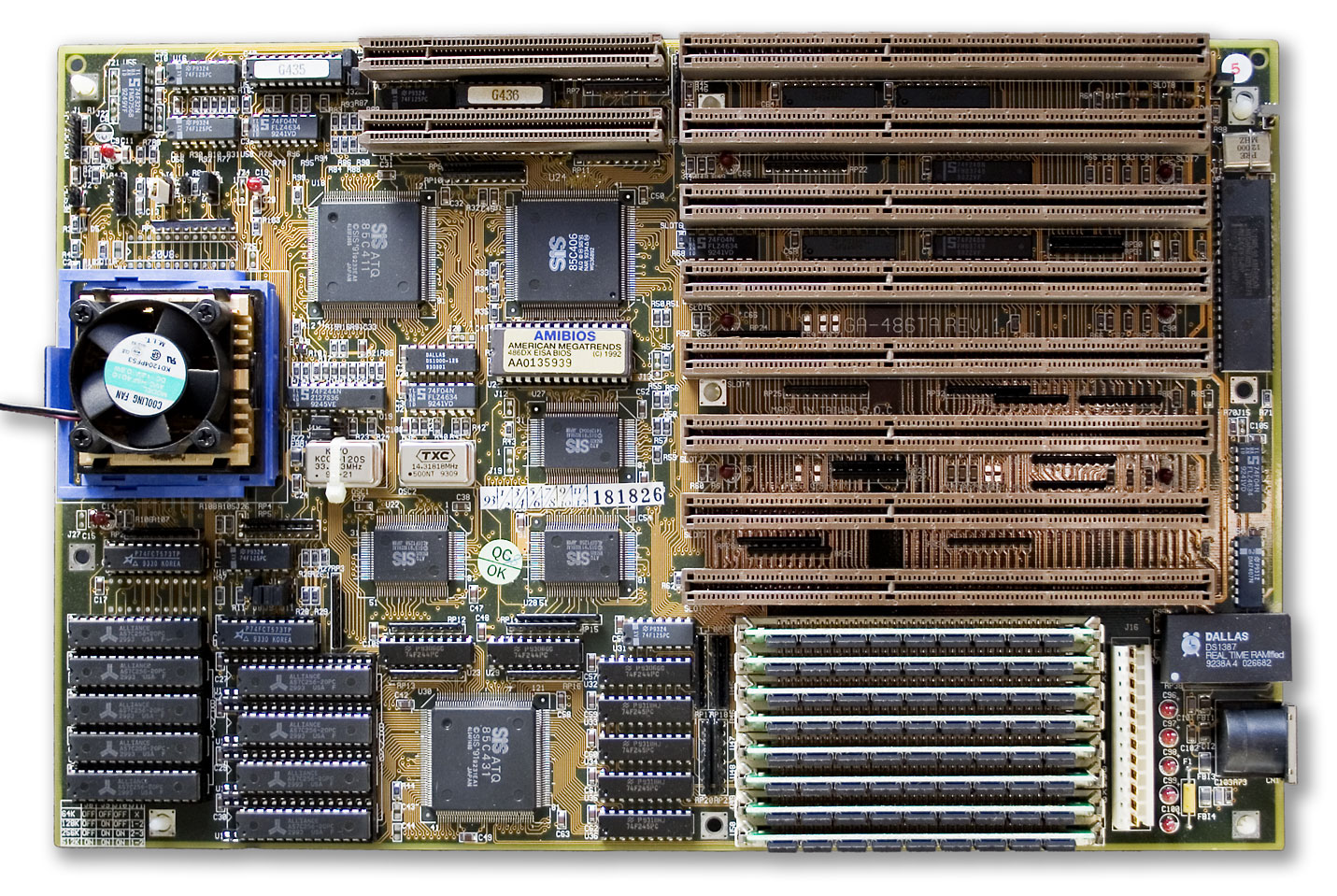
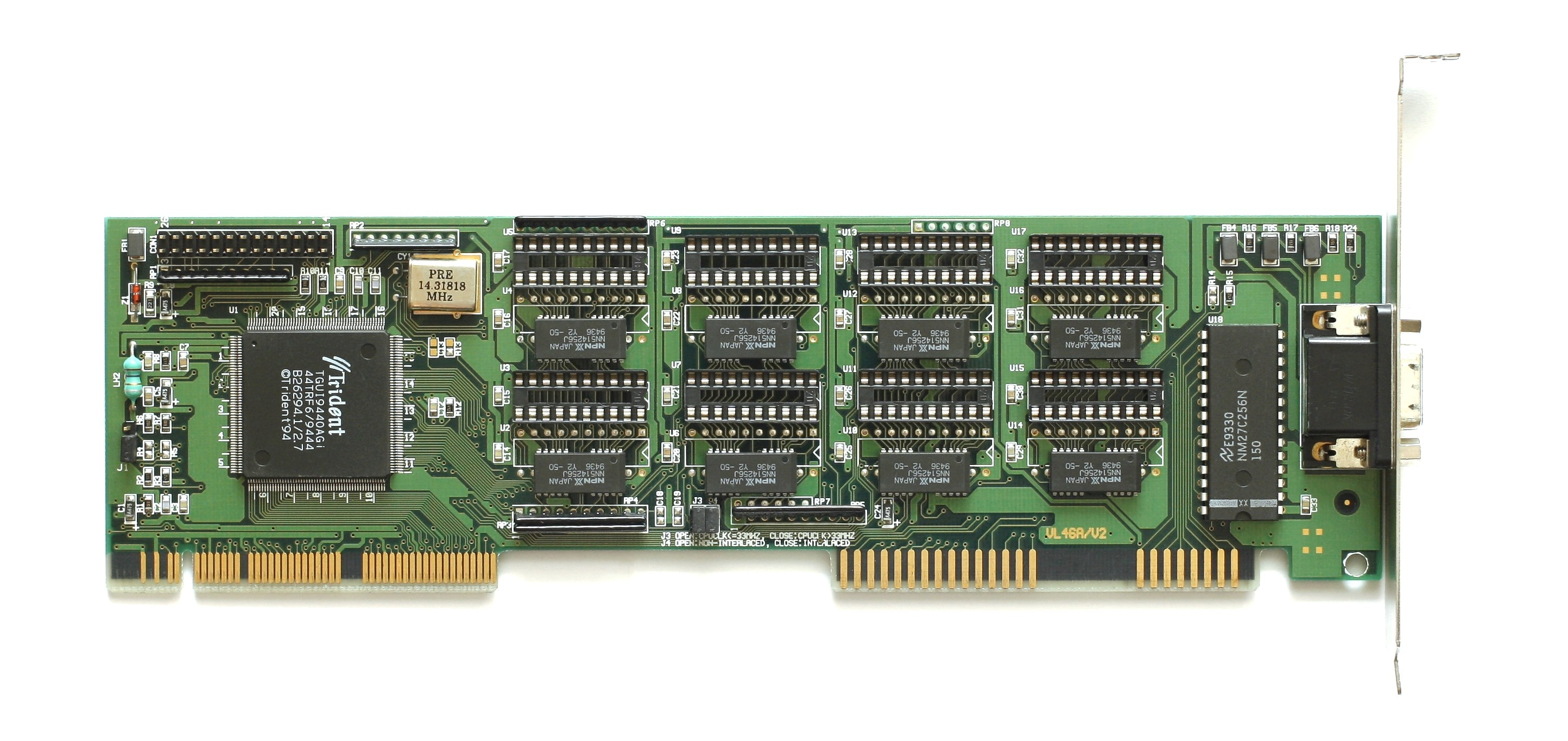

## 欠点
i486依存
前述の通り、i486のメモリバスをそのまま利用しているため、他のアーキテクチャに直接実装することは殆ど不可能である。下記のように一部のPentium機にも搭載されているが、間にバス変換ブリッジが入っているため本来の性能は発揮できない。
当時の日本では世界と比べてPCが低性能で割高な傾向があり、PCIの登場まで486機が多く使われた結果、VLバスを備えたPentium機はごく一部の高級機に限られた。しかしPentiumが早期から普及していたアメリカにおいてはその間もVLバスを使わざるをえなかったため、PCIが充分に普及するまでの一時期は、意外にもVLバスを備えたPentium機が主流を担う事態となっていた。
利用可能なスロット数が少ない
i486のメモリバスそのものであるため、あまり配線を伸ばすことができない。そのため、ベースクロックが25MHzの場合は3本、33MHzの場合2本、50MHzの場合は1本の使用が可能とされている。
信頼性が低い
本来、短距離であるが故に信頼性の高い伝送路として想定されているメモリバスをそのまま引き出した構造であるため、エラー検出機能、エラー訂正機能や再送機能などが存在しない。そのため、ノイズ対策などが充分行われていない安価なマザーボードのVLバスにハードディスクコントローラ等を接続した場合、大規模なデータ化けが発生する可能性がある。
またコネクタそのものが長く、カードの装着が困難で基板を物理的に破壊してしまうことがある。一部で『Very Long Busの略』と揶揄されるのは、このコネクタの長さからである。

## 類似バスについて
PC-9821A-Mateの98ローカルバスもこれに準ずるものとして扱われることが多いが、こちらはNESAバスのサブセットに近い構造で、元のNESA同様、電源や信号特性はVLバスと比較にならないほど良好である。ただしi486に依存し、Pentium機では性能を充分に発揮できない点は同じである。